# Фредерик Рајнес
Фредерик Рајнес (енгл. Frederick Reines, 16. март 1918. — 26. август 1998) био је амерички физичар, који је 1995. године, добио Нобелову награду за физику „за откриће неутрина” и „за пионирски експериментални допринос физици лептона”.